# Vincent Mertens de Wilmars
Jonkheer Vincent Mertens de Wilmars (Antwerpen, 26 november 1953) is een Belgisch voormalig diplomaat.

## Levensloop
Vincent Mertens de Wilmars is een zoon van CVP-politicus en voorzitter van het Europees Hof van Justitie Josse Mertens de Wilmars en Elisabeth Van Ormelingen. Hij is een kleinzoon van politicus en notaris Auguste Van Ormelingen. Hij behaalde het diploma van licentiaat in de rechten aan de Katholieke Universiteit Leuven.
Hij trad in 1980 in dienst van Buitenlandse Zaken. Hij was achtereenvolgens op post in Madrid, Tokio en Lissabon en bij de permanente vertegenwoordiging bij de Europese Unie in Brussel. Hierna bekleedde hij volgende posten:
- 1998-2002: adjunct-permanent vertegenwoordiger bij de NAVO in Brussel
- 2002-2004: kabinetsmedewerker van minister van Buitenlandse Zaken Louis Michel (MR)
- 2004-2008: ambassadeur in Moskou, geaccrediteerd voor Rusland en Wit-Rusland
- 2008-2011: diplomatiek raadgever van minister van Defensie Pieter De Crem (CD&V)
- 2011-2015: ambassadeur in Rome, geaccrediteerd voor Italië, San Marino, Malta, de Voedsel- en Landbouworganisatie van de Verenigde Naties, het Internationaal Fonds voor Landbouwontwikkeling en het Wereldvoedselprogramma[1]
- 2015-2018: ambassadeur in Parijs, geaccrediteerd voor Frankrijk en Monaco
- 2019-2020: diplomatiek raadgever van minister van Binnenlandse Zaken en Veiligheid Pieter De Crem (CD&V)

Mertens de Wilmars gaf zijn naam aan de Mertens-groep, de directe medewerkers van de adjunct-permanente vertegenwoordigers bij de Europese Unie die samen COREPER I voorbereiden. De groep werd in 1993 opgericht, toen België de Europese Raad voorzat en Mertens de Wilmars deel uitmaakte van de Belgische permanente vertegenwoordiging bij de Europese Unie.